# HD 156838
HD 156838，又名CP-62 5558，SAO 253903、HR 6440，是一颗恒星，视星等为5.7，位于銀經328.89，銀緯-14.75，其B1900.0坐标为赤經17h 14m 37.5s，赤緯-62° -14.75′ 56″。